# Bizarre Records
Bizarre Records, conocida también simplemente como Bizarre, fue una productora y sello discográfico que trabajaba con artistas descubiertos por el músico Frank Zappa y su socio / gerente Herb Cohen.

## Historia
Fue formada originalmente como una compañía de producción. En 1967 el sello de Zappa, Verve Records, no cumplió el plazo para renovar su opción de contrato de grabación con Zappa después de su segundo álbum, Absolutely Free, grabado con su grupo The Mothers of Invention. Esto dio a Zappa y Cohen ventaja en la negociación de su propio acuerdo de producción con Verve. El propósito de formar su propia compañía de producción era dar a Zappa completo control creativo sobre su obra y las obras que pensaba producir para otros.
Los primeros discos asociados con Bizarre fueron publicados a principios de 1968. Estos incluyen We're Only in It for the Money de The Mothers of Invention y Lumpy Gravy, primer disco en solitario de Zappa. Otros relacionados con Zappa fueron Cruising with Ruben & the Jets (1968) y el álbum recopilatorio Mothermania (1969). La compañía también produjo a finales de 1968 Sandy's Album Is Here at Last por la cantoautora Sandra Hurvitz, ahora conocida como Essra Mohawk. Estos álbumes fueron publicados por Verve Records bajo licencia de Bizarre.
A comienzos de 1969 Bizarre se estableció como un sello discográfico distribuido por Warner Bros Records como parte de su familia de sellos, que también incluía Reprise Records. Bizarre Records se formó al mismo tiempo que Straight Records, también distribuida por Warner Bros Records.  Cuándo ambos sellos fueron creados la intención de Frank Zappa era la promoción y publicación de artistas de vanguardia en Bizarre, y la grabación de artistas más acordes con las corrientes principales en Straight. La primera publicación en esta línea fue un álbum doble, The Berkeley Concert, de Lenny Bruce. Los primeros ejemplares del álbum de Lenny Bruce contenían una etiqueta anaranjada de Reprise Records con un logotipo de Bizarre. Los álbumes subsiguientes de Biarre Records usaron un distintivo diseño de etiqueta azul. Bizarre Records también editó el doble álbum de debut de Wild Man Fischer, titulado An Evening with Wild Man Fischer, a comienzos de 1969.
Sin embargo, el concepto Bizarre original no funcionó como se esperaba debido a problemas con la distribución y la gestión. Esto llevó a algunos álbumes muy inusuales para el sello Straight, especialmente los de Captain Beefheart, Alice Cooper y The GTOs. Zappa y The Mothers of Invention fueron los únicos artistas que permanecieron con Bizarre Records. Zappa publicó ocho de sus álbumes propios, con y sin The Mothers of Invention, en Bizarre desde 1969 a 1972. El único proyecto de Zappa fuera de Bizarre durante este periodo fue la 200 Motels, banda sonora de la película de igual título, publicado por United Artists Records en 1971.
En 1973 los contratos de distribución de Bizarre y Straight Records con Warner acabaron.  Muchas de las grabaciones de Bizarre y Straight fueron reeditados por Warner o Reprise. El mismo año Zappa y Herb Cohen escogieron para lanzar una nueva compañía, DiscReet Records, una vez más distribuida por Warner Bros. Los títulos de Zappa/Mothers en Bizarre estuvieron disponibles en Reprise Records hasta 1981. El catálogo antiguo fue remasterizado (algunos títulos también fueron remezclados y expandidos) por Zappa y arrendados a Rykodisc para reeditar entre 1987 y 1993. Después de la muerte de Zappa en 1993, la relación de su viuda Gail Zappa con Ryko se agrió y ella finalmente llegó a un acuerdo con Universal Music Enterprises en 2012 para volver a emitir nuevamente el catálogo completo al año siguiente.
En 1988, Cohen autorizó (a Warner Bros.) a reeditar muchos de los álbumes que habían sido publicados en Bizarre y Straight a través de Enigma Retro (conocida después como Enigma Records cuando fue adquirida por Capitol Records en 1989), incluyendo álbumes de Tim Buckley, Alice Cooper, y Beefheart, y llamó al sello "Bizarre/Straight Records". Bizarre/Straight también reeditó, en CD y casete, el álbum de Lenny Bruce "The Berkeley Concert". Después de que Enigma saliera del negocio en 1991, el sello se mudó a Rhino Records durante varios años. Algunos de los álbumes que habían sido lanzados en Bizarre / Straight finalmente fueron relanzados en Manifesto Records, sello establecido en 1995 y dirigido por Evan Cohen, sobrino de Herb Cohen. "An Evening with Wild Man Fischer" fue lanzado finalmente en CD en marzo de 2016.

## Discografía

### Álbumes[1]
- The Mothers of Invention – Cruising with Ruben & the Jets (fecha de lanzamiento: 2 de diciembre de 1968) (catalog number: V6-5055)
- Sandy Hurvitz  – Sandy's Album Is Here at Last (f. d. l.: 9 de diciembre de 1968) (c. n. : V6-5064)
- Lenny Bruce – The Berkeley Concert (f. d. l.: 17 de febrero de 1969) (c. n. : 2XS 6329)(1)
- The Mothers of Invention – Mothermania: The Best of The Mothers (f. d. l.: 24 de marzo de 1969) (c. n. : V6 5068)
- The Mothers of Invention – Uncle Meat (21 de abril de 1969) (c. n. : 2MS 2024)(2)[2]
- Wild Man Fischer – An Evening with Wild Man Fischer (28 de abril de 1969) (c. n. : 2XS 6332)(1)
- Frank Zappa – Hot Rats (15 de octubre de 1969) (c. n. : RS 6356)(1)
- Various – Zappéd (r. d. : 10 de noviembre de 1969; 3 de febrero de 1970) (c. n. : PRO 368),
- The Mothers of Invention – Burnt Weeny Sandwich  (f. d. l.: 9 de febrero de 1970) (c. n. : RS 6370)(1)
- The Mothers of Invention – Weasels Ripped My Flesh (r. d. : 10 de agosto de 1970) (c. n. : MS 2028)(2)
- Frank Zappa  – Chunga's Revenge (r. d. : 23 de octubre de 1970) (c. n. : *MS 2030)(2)
- The Mothers of Invention – Fillmore East – June 1971 (r. d. : 2 de agosto de 1971) (c. n. : MS 2042)(2)
- Frank Zappa – Frank Zappa's 200 Motels (r. d. : 4 de octubre de 1971) (c. n. : UAS 9956)
- The Mothers of Invention – Just Another Band from L.A. (r. d. : 26 de marzo de 1972) (c. n. : MS 2075)(2)
- Frank Zappa – Waka/Jawaka (r. d. : 5 de julio de 1972) (c. n. : MS 2094)(2)
- The Mothers – The Grand Wazoo (r. d. : 27 de noviembre de 1972) (c. n. : MS 2093)(2)

(1): Reprise Records 2000 Series Numbering
(2): Reprise Records 6000 Series Numbering

### Singles[1]
- Wild Man Fischer –  The Circle/Merry-Go-Round (7" single) (r. d. : 10 de septiembre de 1968) (c. n. : 0781)
- The Mothers of Invention –  My Guitar/Dog Breath (7" single) (1 de septiembre de 1969) (c. n. : 0840)
- The Mothers of Invention – WPLJ/My Guitar (7" single) (23 de febrero de 1970) (c. n. : 0892)
- Frank Zappa – Tell Me You Love Me/Will You Go All The Way for the U.S.A.? (7" single) (9 de noviembre de 1970) (c. n. : 0967)
- The Mothers – Tears Began To Fall/Junier Mintz Boogie (7" single) (20 de octubre de 1971) (c. n. : 1052)
- The Mothers – Cletus Awreetus-Awrightus/Eat That Question (7" single) (6 de noviembre de 1972) (c. n. : REP 1127)

## Lista de artistas de Bizarre Records
- Frank Zappa
- The Mothers of Invention
- Wild Man Fischer
- Lenny Bruce
- Sandy Hurvitz